# Synagoge (Všeradice)
Koordinaten: 49° 52′ 24,3″ N, 14° 6′ 32,1″ O

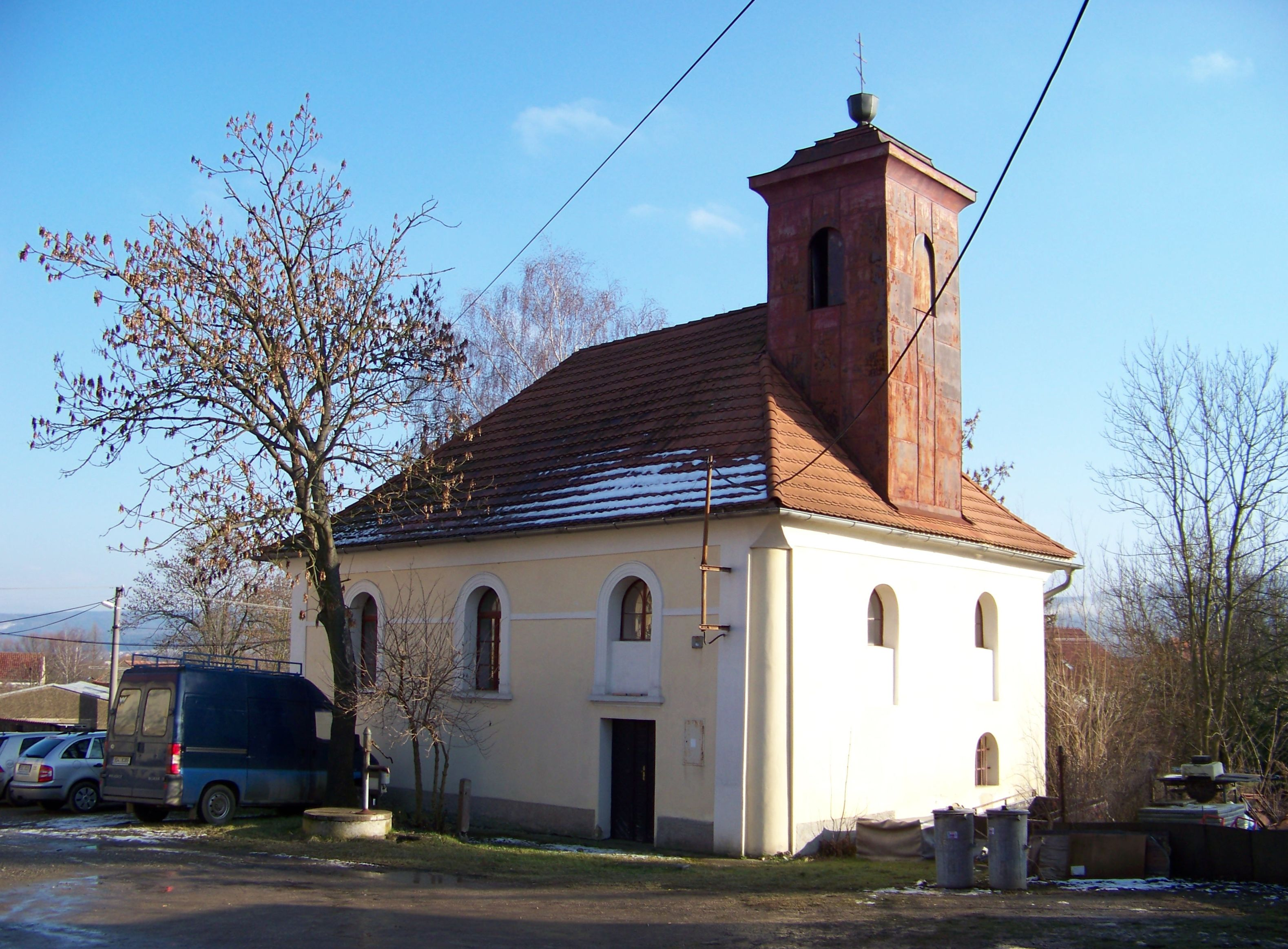
Ehemalige Synagoge in Všeradice

Die Synagoge in Všeradice, einer tschechischen Gemeinde im Okres Beroun in der Mittelböhmischen Region, wurde 1829 errichtet. 
Die profanierte Synagoge ist seit 1994 ein geschütztes Kulturdenkmal.
Das Synagogengebäude im Stil des Klassizismus wird heute von der Hussitenkirche genutzt. 